# Sephiroth (Kabbale)
Pour les articles homonymes, voir Sephiroth.
Le mot Sephiroth (en hébreu ספירות, parfois écrit Sefirot) est le pluriel de Sefira ; il désigne une puissance créatrice censée émaner d'une énergie universelle. Les Sephiroth forment un « Arbre de Vie » dont la connaissance doit, dans l'idéal, concourir à rendre la vie humaine, spirituelle et matérielle, moins chaotique, plus harmonieuse.

## Dans la Kabbale
La Kabbale, dans son approche mystique du mystère de la Création, énumère dix Sephiroth (pluriel) ; chaque Sephira (singulier) est l'émanation spécialisée d'une énergie divine, secrète, inconnaissable, infinie et créatrice. Les traités de Kabbale présentent souvent les Sephiroth comme les dix « carrefours » ou « croisements » entre les 22 « sentiers » (« concordances, correspondances, cheminements » possibles) formant les 32 éléments de l'« Arbre de Vie »,.

En français

Selon Charles Mopsik, au commencement, il y a « quelque chose » d'incréé, d'infini et d'absolument indifférencié. Le plus simple est de désigner cet état par « rien », étant entendu que c'est à la fois un vide absolu (puisqu'il ne contient aucune « chose ») et un commencement saturé de potentialités. Au départ de la création, de ce « rien » émerge « quelque chose ». Cette étape primordiale est parfois désignée par Tsimtsum : l'incréé se retire en partie, relativise son absolu, pour que la création puisse prendre place. Le voile de l'existence est ainsi franchi,.
Les onze Sephiroth (avec Da'at la Connaissance cachée) sont, :
- Kether, « diadème royal, couronne », centre de la Volonté créatrice, inspiration de l'Univers, point d'entrée par lequel la création se manifeste dans le monde, par une insufflation permanente d'existence. Dans cette étape primordiale, la création gagne sa capacité à être. Kether est la dernière purification, celle où ne subsiste plus que l'essence par rapport à elle-même, indicible, qui peut être ressentie, mais difficilement exprimée autrement que sur un mode poétique ou musical.
- Chokmah, « prudence et sagesse », source de l'énergie cosmique, pur Amour universel, étape où est acquise l'impulsion primordiale, le primum mobile, est ce qui pousse la créature dans l'existence. La création gagne ici sa force fondamentale, son désir de devenir. Cette énergie n'est ni orientée ni structurée, mais amorphe et potentiellement polymorphe. Son désir de se réaliser ne peut pas encore s'accomplir, puisqu'il n'y a pas encore pour le réaliser de limites entre « soi » et « non-soi », ni même entre « avant » et « après » : c'est une énergie absolue, mais encore totalement impulsive à ce stade et potentiellement chaotique.
- Binah (en), « construction, formation, cristallisation », élaboration des formes, pôle « féminin » de l'Univers, conscience profonde de nos limites, des obstacles de la vie, de la solitude profonde dans laquelle se place la conscience individuelle lorsqu'elle se coupe de l'universel et, pire encore, lorsqu'elle s'oppose au tout. Binah permet de structurer la création en posant la possibilité d'une limite, et permet à la force de réaliser un « quelque chose » de manifeste et d'actif. La création franchit alors le premier voile, celui de la différenciation, et peut explorer ses limites.
- Daath (en) est une séphira cachée, « connaissance intégrale, grande bibliothèque cosmique » qui renferme toutes les mémoires de l'Univers. Le principe fécondant mâle de Chokmah s'unit au principe féminin de Binah, pour donner naissance à l'être manifesté. La création franchit alors le deuxième voile, celui de l'individualité, et peut explorer les possibilités de s'insérer (ou pas) dans l'existant.
- Hessed, « ardent amour, désir, générosité, enthousiasme » (« avoir du divin en soi »), permet l'organisation, la concrétisation, la production de l'abondance, l'acquisition de l'autonomie et du pouvoir ; c'est le monde de la compassion où peut être perçu le destin profond de l'être, la vocation particulière de la créature qui vient de s'individualiser. Cette force individualisée est la « destinée » ou la « vocation » qui donne un sens et une identité profonde à toute une existence. C'est Hessed qui, par l'empathie, permet d'appréhender en profondeur tout autre être pour, éventuellement, le comprendre et le prendre en sympathie, en isopathie ou en antipathie (en), non pour le juger en tant qu'être, mais selon ses actions et leurs conséquences.
- Guebourah (en), « puissance, force, endurance, maintien, réparation, consolation », demeure du « chirurgien céleste » qui veille au respect des Lois cosmiques et de l'harmonie, pôle « masculin » de l'Univers est, sur le pilier de la forme, la permanence, la résilience que chaque être tend à se conserver. Guebourah se trouve au-delà de la contemplation introspective : c'est le domaine où se manifeste la discipline nécessaire à écarter ce qui est impropre, et maintenir l'être dans son authenticité, sa vérité, sa sincérité. Pour accomplir quelque chose, il faut provoquer du changement, et donc faire disparaître les formes qui s'y opposent ; pour rester soi-même dans le temps, il faut préserver son identité profonde, et faire disparaître ce qui la mettrait en danger. Le « chirurgien céleste » tranche ce qu'il est nécessaire de sacrifier pour accomplir le destin désigné par Hesed. Guebourah est ce qui permet à l'être de maintenir sa propre identité.
- Tiphereth (en), « beauté, équilibre, intégration, spiritualité, conscience enveloppante, globale », relie les mondes de l'Esprit aux réalités de la Matière, rend l'Homme conscient qu'« il est ce que tout est », que le tout est en lui, qu'il forme un tout avec l'Univers auquel il appartient. Tifereth équilibre ces deux logiques de création et de destruction, selon qui est juste et nécessaire. C'est le point où la volonté de créer quelque chose de spécifique devient possible. Tiphereth est ce qui reste quand on élimine la poussée passionnelle et sa dynamique temporelle. C'est le domaine de la conscience pure, le lieu où la beauté de l'être peut être contemplée en soi, parce qu'elle se présente intégralement, intemporelle, avec sa logique intrinsèque dépassant toute action ou transformation : « Je suis belle, ô mortel, comme un rêve de pierre ; je hais le mouvement qui déplace les lignes, et jamais je ne pleure et jamais je ne ris ». Tiphereth permet de contempler tout son être, mais cette première contemplation nous fait prendre conscience de nos imperfections, conscience qui permet à un être autonome de s'assumer, d'acquérir son identité et d'évoluer sans se renier.
- Netzakh (en), « inspiration, art, sensibilité, savoir-faire », concrétisation de l'amour, création de la beauté, pilier de la force, c'est le lieu des tendances fondamentales qui structurent l'activité de toute créature : impulsions, envies, sentiments, sources d'énergies diverses et différenciées. Netzakh est ce qui reste quand on maîtrise et élimine le commentaire verbal et sa logique. C'est le monde de l'émotion et de la passion, de l'intuition et de la vocation, qui fournit l'énergie, la vocation de nos actions. Par delà les discours, les logiques affichées et les prétextes divers, la compréhension de Netzakh donne la clef des motivations profondes de l'être, de ce qui le fait choisir ses idées et ses actions. La création franchit alors le troisième voile, celui de la compréhension de soi, des autres et des choses, et peut commencer à se planifier.
- Hod (en), « louange, splendeur, gloire resplendissante, science, technique et faire-savoir » qui dirige Binah selon les lois universelles pour organiser la dimension matérielle pour élaborer un plan de vie harmonieux ; c'est le pilier de la forme, le lieu des explications, la structure de fonctionnement. Hod relie les choses les unes aux autres selon la logique et la démonstration rationnelle, dépassionnée, détachée des apparences parfois trompeuses des phénomènes. « Vertu des chercheurs de vérité », il correspond à la connaissance, au raisonnement, aux explications. La compréhension de Hod donne la clef du fonctionnement de l'être, de la manière dont il peut agir et réagir pour réaliser son destin. La création franchit alors le quatrième voile, celui de l'éthique, et peut commencer à se choisir un sens.
- Yesod (en)  « assise, base, fondation, socle » qui produit la réalité concrète et transmet les données de Tiphereth vers le monde physique et inversement ; c'est le pilier de la conscience, la dernière étape avant la matérialisation, l'interface entre la conscience et le réel, ce qui reste quand on se libère de la matière, et que l'on prend conscience du caractère non objectif de nos perceptions. Yesod correspond à l'expérience du monde tel qu'on l'imagine, tel qu'il est perçu par un observateur à travers sa pensée et son expérience vécue. C'est le domaine du changement et de l'apparence. La compréhension de Yesod permet à la conscience d'agir sur le monde réel (et inversement, de se laisser enrichir par le réel). La création franchit alors le cinquième voile, celui de la relativisation, et peut s'adapter.
- Malkouth (en), « couronne, royaume, achèvement, accomplissement », représente la réalité physique de l'Univers, du système solaire et de la planète Terre, habitat des Hommes. Malkouth matérialise le processus imaginatif de création : il correspond à ce qui est purement matériel et objectif dans ce que l'on expérimente, l'étape finale du « verbe qui se fait chair ». C'est ici que la création devient objective, tangible et permanente. La caractéristique du monde matériel est de résister au changement, d'être permanent et d'exister indépendamment d'un observateur. La création franchit alors le dernier voile, celui de l'initiation, et peut se matérialiser.

## Dans la vie humaine
Les dix séphiroth correspondent ainsi à dix étapes qui composent tout processus de création consciente par l'être humain. La description par les dix séphiroth peut s'appliquer à n'importe quel processus de création : se connaître soi-même et se développer, réaliser un dessin ou un objet, faire une promenade, concevoir un engin… C'est un exercice demandé aux kabbalistes débutants que d'analyser une activité quelconque en s'appuyant sur les étapes séphirothiques,.
Selon la Kabbale, chacun a en lui un pourcentage de chaque sephira. Il y a des sephiroth qui s'annulent mutuellement comme le Chokmah et la Binah et d'autres qui se potentialisent réciproquement comme le Guebourah et le Kether. Ces principes sont le fondement même de la psychologie et de la condition humaine.

## Dans la culture populaire

### Littérature
- Le roman d’Umberto Eco, Le Pendule de Foucault, s'articule en partie autour des Sephiroth.
- La bande dessinée Promethea, d'Alan Moore et J.H. Williams III, est une introduction à l'arbre des Sephiroth publiée aux éditions Semic (tomes 1, 2 et 3), puis Panini Comics (tomes 4 et 5).
- Le jeu de cartes à jouer et à collectionner Yu-Gi-Oh a adapté les Sephiroth en les renommant « Zefra », et en les mettant en opposition avec les « Qliphorts » (Qliphots). Le même jeu de cartes s'est également inspiré des Sephiroth et de l'Arbre de Vie pour créer les monstres « seigneurs du temps » (en japonais, Jikaishin, « dieux machines du temps » dont le plus puissant s'appelle « Sephylon »).
- Le roman "Le Jour J du jugement" de Graham Masterton (Presses Pocket, 1989), où le Séphiroth Hod est l'un des principaux protagonistes.

### Jeux vidéo
- Sephiroth est le principal antagoniste dans le jeu vidéo Final Fantasy VII.
- Sephiroth est un jeu vidéo développé par Imazic Entertainment.
- Dans le jeu vidéo The Witcher, le joueur est amené à récolter les dix sephiroth lors de la quête principale.
- Dans le jeu vidéo Tales of the Abyss, les Sephiroth sont les arbres qui maintiennent le monde en surface, pour éviter qu'il ne s'effondre.
- Les Sephiroth sont un ensemble d'IAs dans le jeu vidéo Lobotomy Corporation, au nombre de 10 : Malkuth, Yesod, Hod, Netzach, Tiphereth, Gebura, Chesed, Binah, Hokma, Angela. Ils sont tous basés sur un membre majeur ou un fondateur de la corporation, excepté Binah qui est basé sur un Arbitre ayant pris le laboratoire d'assaut et causé la mort de celle qui deviendra Gebura.
- Dans le jeu vidéo Blue Archive, les prophètes de l'IA Decagrammaton sont nommés après les sephiroths, avec 7 déjà révélés : Kether, Chokmah, Binah, Geburah, Tiphereth, Hod and Malkuth.

### Autres
- Sephiroth est un groupe de Dark ambient suédois.
- La série d'animation Neon Genesis Evangelion utilise le thème des anges dans son scénario : on peut voir plusieurs représentations de la Kabbale dans le générique de début.
- Dans son manga Satan 666, Seishi Kishimoto reprend le thème de la Kabbale et des Sephiroth.
- Dans le « light novel » Date A Live, les Esprits, êtres venant d'autre monde et ayant des pouvoirs incommensurables, sont inspirés par les Sephiroth, autant dans la personnalité de certains que dans leurs capacités magiques et dans le nom de ces capacités.
- Dans le manga Fullmetal Alchemist, le Kabbale est présent sur la porte de la vérité qui représente à la personne sa capacité à faire de l'alchimie.
- L'album Nouvelle Économie de la rappeuse Ptite Soeur